# 菲利克斯·布雷施泰特
菲利克斯·布雷施泰特（瑞典語：Felix Burestedt，1995年2月26日—），瑞典男子羽毛球運動員。

## 簡歷
2014年5月，菲利克斯·布雷施泰特出戰里加羽毛球國際賽，打進男子單打比賽四強。
2017年8月，布雷施泰特參加蘇格蘭格拉斯哥舉行的世界羽毛球錦標賽，出戰男子單打項目，首圈就以0比2（13-21、8-21）不敵丹麥的埃米尔·霍尔斯特出局。

## 主要比賽成績
只列出曾進入準決賽的國際賽事成績：
| 年份   | 賽事                 | 公開賽級別 | 項目     | 成績   |
| ------ | -------------------- | ---------- | -------- | ------ |
| 2014年 | 里加羽毛球國際賽     | 未來系列賽 | 男子單打 | 準決賽 |
| 2015年 | 波蘭羽毛球國際賽     | 國際系列賽 | 男子單打 | 準決賽 |
| 2015年 | 匈牙利羽毛球國際賽   | 國際系列賽 | 男子單打 | 準決賽 |
| 2015年 | 挪威羽毛球國際賽     | 國際系列賽 | 男子單打 | 準決賽 |
| 2016年 | 匈牙利羽毛球國際賽   | 國際系列賽 | 男子單打 | 準決賽 |
| 2018年 | 葡萄牙羽毛球國際賽   | 國際系列賽 | 男子單打 | 亞軍   |
| 2018年 | 立陶宛羽毛球國際賽   | 未來系列賽 | 男子單打 | 冠軍   |
| 2018年 | 西班牙羽毛球國際賽   | 國際挑戰賽 | 男子單打 | 準決賽 |
| 2019年 | 葡萄牙羽毛球國際賽   | 國際系列賽 | 男子單打 | 冠軍   |
| 2019年 | 阿塞拜疆羽毛球國際賽 | 國際挑戰賽 | 男子單打 | 亞軍   |
| 2019年 | 荷兰羽毛球公开赛     | 超級100賽  | 男子單打 | 準決賽 |
| 2019年 | 愛爾蘭羽毛球公開賽   | 國際挑戰賽 | 男子單打 | 準決賽 |
| 2020年 | 瑞典羽毛球公開賽     | 國際系列賽 | 男子單打 | 亞軍   |
| 2021年 | 丹麥羽毛球大師賽     | 國際挑戰賽 | 男子單打 | 準決賽 |
| 2022年 | 挪威羽球國際賽       | 國際系列賽 | 男子單打 | 準決賽 |

| 2007-2017年 | 首要超級賽 | 超級賽 | 黃金大獎賽 | 大獎賽 | 國際挑戰賽 | 國際系列賽 | 未來系列賽 | 其他 |

| 2018-2026年 | 總決賽 | 超級1000賽 | 超級750賽 | 超級500賽 | 超級300賽 | 超級100賽 | 國際挑戰賽 | 國際系列賽 | 未來系列賽 | 其他 |

### 奧運會和世錦賽參賽紀錄
|          | 2017 | 2018 | 2019 | 2020       | 2021 | 2022 |
| -------- | ---- | ---- | ---- | ---------- | ---- | ---- |
| 男子單打 | 64強 | －   | 32強 | 小組第二名 | 64強 | 32強 |